# رولز گریسی
رولز گریسی (انگلیسی: Rolls Gracie; ۲۸ مارس ۱۹۵۱ – ۶ ژوئن ۱۹۸۲) ورزشکار هنرهای رزمی ترکیبی و استاد جوجیتسو برزیلی اهل برزیل بود.